# روبرت كلارك (سياسي أسترالي)
روبرت كلارك (بالإنجليزية: Robert Clark)‏ هو كاتب عدل ‏ وسياسي أسترالي، ولد في 11 مارس 1957 في ملبورن في أستراليا. حزبياً، نشط في حزب أستراليا الليبرالي (الفرع الفيكتوري) ‏. وقد انتخب Attorney-General of Victoria ‏ (2 ديسمبر 2010 – 4 ديسمبر 2014) وانتخب عضو الجمعية التشريعية فيكتوريا عن دائرة Electoral district of Balwyn ‏ (1 أكتوبر 1988 – 3 أكتوبر 1992) وانتخب عضو الجمعية التشريعية فيكتوريا عن دائرة Electoral district of Box Hill ‏ (3 أكتوبر 1992 – ).